# KMD
KMD est un groupe de hip-hop américain, originaire de Long Beach, New York. le groupe publie son premier album, Mr. Hood, en 1991 au label Elektra Records. En 1993, la mort de DJ Sub-Roc dans un accident de voiture marque le reste du groupe qui publiera le très controversé Black Bastards en 1994. La même année, le groupe se sépare.

## Biographie
KMD, à cette période composé des frères Zev Luv X (connu sous le nom de MF DOOM) et DJ Subroc, ainsi que de Rodan, se fait connaître en 1989 comme affilié au trio Third Bass du label Def Jam Recordings. Third Bass les fait participer, la même année, à un titre de son opus The Cactus Album. Ce featuring attire l'attention d'Elektra Records qui leur propose un contrat. À l'époque, ce label produit également Brand Nubian et Leaders of the New School. Rodan quitte le groupe, remplacé par Onyx. En 1991, le groupe publie son premier album, Mr. Hood, au label Elektra Records,. L'album, mêlant humour et rhétorique politique, est produit par les Stimulated Dummies, et atteint la 67e place des Billboard R&B Albums. La même année, ils font paraître le clip de leur titre Peach Fuzz.
Deux ans plus tard, en 1993, DJ Sub-Roc est tué dans un accident de voiture. Dévastés et plein de haine, Zev Luv et le reste du groupe publient leur très controversé deuxième album, Black Bastards en 1994,. La mort tragique de Sub-Roc mêlé au nationalisme noir font de Black Bastards un album violent. La pochette de l'album montre la pendaison d'un personnage de cartoon dans le style Sambo. L'album est retiré dans la plupart des disquaires, et le groupe, qui avait lancé sa carrière aux côtés du groupe caucasien Third Bass, épousent désormais une attitude militante raciale. Elektra Records donne $20 000 au groupe pour qu'il quitte le label[réf. nécessaire]. De nombreux bootlegs de l'album sont réalisés jusqu'à sa sortie sur le label Fondle 'Em Records en 1998. Le groupe ne résiste pas à ces événements et se sépare en 1994.
Après la mort de Sub-Roc, Zev quitte le monde de l'industrie pendant plusieurs années avant de revenir en 1998, sous le nom de MF DOOM.

## Discographie

### Albums studio
- 1991 : Mr. Hood
- 1994 : Bl_ck B_st_rds
- 2001 : Black Bastards (réédition)[6]

### EP
- 1998 : Black Bastards Ruffs + Rares

### Compilation
- 2003 : Best of KMD